# エフエム熱海湯河原
エフエム熱海湯河原（エフエムあたみゆがわら）は、株式会社エフエム熱海湯河原が運営するコミュニティ放送局。愛称はCiao!（チャオ）。

## 概要
1999年（平成11年）4月14日開局。開局当初の社名は株式会社エフエム熱海で、愛称はFMあたみだった。
開局当初は熱海市を主な放送対象としていたが、2001年（平成13年）11月26日に泉・湯河原中継局が開設され、コミュニティFMとして初めて県境をまたぐエリア拡大放送を開始し、社名を株式会社エフエム熱海湯河原に変更した。
エフエム熱海湯河原は、熱海市・湯河原町と災害時における緊急放送に関する協定を締結しているほか、「神奈川FMネットワーク」に、神奈川県外に本社を置く局では唯一加盟している。

## 沿革
- 1999年（平成11年）4月14日 - 開局。
- 2000年（平成12年）
  - 2月 - 湯河原町広報番組『インフォメーションゆがわら』開始。
  - 10月26日 - 公式サイト上でのインターネット配信を開始[3]。
- 2001年（平成13年）
  - 4月1日 - エリア拡大放送開始[4]
  - 11月26日 - 泉・湯河原中継局を開設。
  - 11月27日 - 臨時株主総会にて社名変更を決定。新社名は株式会社エフエム熱海湯河原とした[5]。
- 2002年（平成14年）2月1日 - 愛称をCiaoに変更し、公式サイトを移転[6]。
- 2007年（平成19年）5月 - JR熱海駅観光案内所内にサテライトスタジオを開設。
- 2008年（平成20年）10月1日 - SimulRadioに参加[7]。
- 2013年（平成25年）7月 - ListenRadioに参加[8]。
- 2015年（平成27年）4月1日 - 市内の難聴地域を解消するため送信所を錦ヶ浦から初島に移転し、初島の静岡県デジタル防災通信局初島中継局内に併設する形とした[9]。その際に出力を10Wから20Wに増力した。同時に泉・湯河原中継局の出力を0.1Wから2Wに増力した。
- 2016年（平成28年）
  - 11月25日 - ラスカ熱海内にサテライトスタジオを移動。
  - 11月30日 - 上宿中継局を開設[10]。
- 2020年（令和2年）9月1日 - 下多賀中継局開設[11]。
- 2021年（令和3年）
  - 6月1日 - JCBAインターネットサイマルラジオに参加[12]。
  - 7月3日 - 熱海市伊豆山土石流災害発生。臨時報道体制が敷かれた[13]。

## 送信設備
| 周波数 （MHz） | 中継局名   | コールサイン | 空中線 電力 | ERP   | 偏波面 | 放送対象地域 | 放送区域 内世帯数 | 運用開始日     |
| -------------- | ---------- | ------------ | ----------- | ----- | ------ | ------------ | ----------------- | -------------- |
| 79.6           | （親局）   | JOZZ6AM-FM   | 20W         | 54W   | -      | 熱海市       | 約-世帯           | 1999年4月14日  |
| 79.6           | 泉・湯河原 | なし         | 2W          | 7.3W  | -      | 熱海市       | 約-世帯           | 2001年11月26日 |
| 79.6           | 上宿       | なし         | 5W          | 16.5W | -      | 熱海市       | 約-世帯           | 2016年11月30日 |
| 79.6           | 下多賀     | なし         | 10W         | 36W   | -      | 熱海市       | 約3,100世帯       | 2020年9月1日   |

- 親局：熱海市初島字清壽735-2
- 泉・湯河原中継局：熱海市泉元宮上分字二ツケ山276-190
- 上宿中継局：熱海市上宿（伊豆急ケーブルネットワーク内）
- 下多賀中継局：熱海市下多賀（さくらの名所散策路展望台裏）

## 編成・主な番組
日曜深夜も含め24時間放送。自社制作番組以外の時間は、MUSIC BIRD for COMMUNITYの番組を放送。

### 生放送・ワイド番組
- 月曜 - 金曜：7:00 - 10:30 モーニングスパ 796
- 月曜 - 金曜：11:00 - 13:00 みえラジ 796
- 月曜 - 金曜：16:00 - 18:50 サンセットスクランブル 796
- 土曜 - 日曜：7:00 - 8:45 ウイークエンド 135
- 土曜　- 日曜：10:00 - 12:50 サテライトステーション 796
- 土曜：16:00 - 17:30 MUSIC SEPIA 796 ～懐かしの洋楽セレクション～
- 日曜：16:00 - 17:30 Ciao! 懐メロ歌謡局

### 生放送・単体番組
- 第1・3月曜日：14:30 - 15:00 多岐川舞子の出前三丁
- 第1・3月曜日：19:00 - 20:00 姫貴さゆりのSweet Roomへようこそ
- 金曜：14:00 - 15:00 Music Rainbow☆
- 金曜：19:00 - 20:00 艶歌十八番～リクエスト＆ゲスト
- 日曜：9:00 - 10:00 WAKU WAKU ステーション
- 日曜：14:00 - 15:00 晃生（あきら）の元気な我が町

### 収録・録音番組
- 第3月曜：14:00 - 14:30アロハ!アタミアン!
- 火曜：19:00 - 19:30 ぶっちゃけ熱海
- 第3火曜：19:30 - 20:00 世にもたよらにラジオ
- 第1水曜：14:00 - 15:00 熱海市長本音トーク
- 第2水曜：14:00 - 15:00 湯河原町長湯ったりトーク
- 水曜：19:00 - 19:30、（再放送）土曜 20:30 - 21:00 Chao!防災研究所
- 第3木曜：14:00 - 14:30 元気な熱海を創る大放送!!
- 木曜：14:00 - 14:30 クリスタルボイスの「お茶でもいかが?」
- 木曜：19:00 - 19:30 高瀬一郎の ゆの町横丁
- 第2木曜：20:30 - 21:00 KAHORUの聴く読書
- 月 - 金曜：21:00 - 24:00 会議収録放送 熱海市議会定例会本会議（会議開会時のみ放送）
- 土曜 - 日曜：6:00 - 6:30 いっしょにクラシック
- 土曜：9:30 - 10:00 トラベルキャスター 津田令子の「土曜旅カフェ」
- 第1・3土曜：18:00 - 19:00 佐藤真理子の元気いっぱつ!
- 土曜：19:00 - 19:30 みんなの発表会
- 土曜：21:00 - 22:00 フリースタジオ 796
- 土曜：22:00 - 23:00 ラジオ寄席 あたみゆがわら亭
- 土曜：23:00 - 24:00 SOUND Link
- 日曜：13:00 - 13:30 ひろこの音部屋※全国ネット番組
- 日曜：13:30 - 14:00 あたみ湯河原　生き生きらいふ
- 日曜：18:00 - 19:00 ぽっかとホタルの幸せになぁれ♪
- 日曜：19:00 - 19:30 ミュージックバルファム
- 日曜：20:30 - 21:00 朗読のお時間
- 日曜：21:00 - 22:00 MASAKOの心交差点
- 日曜：22:00 - 22:30 JAZZ FREEDOM
- 日曜：23:00 - 24:00 今夜は Party 魔法でナイト